# Дэвис, Уильям Брюс
Уильям Брюс Дэвис (англ. William Bruce Davis; род. 13 января 1938, Торонто) — канадский актёр, наиболее известный по роли Курильщика в сериале «Секретные материалы». Помимо появления во многих телепрограммах и фильмах, он основал собственную школу актёрского мастерства — Центр изучения актёров Уильяма Дэвиса. В личной жизни он заядлый лыжник, читает лекции о скептицизме на таких мероприятиях, как CSICon Комитета скептических расследований, и выступает за действия по борьбе с изменением климата. В 2011 году он опубликовал мемуары «Там, где дым… Размышления курильщика».

## Молодость и образование
Дэвис родился в Торонто в семье юриста и матери-психолога.  Он начал свою актерскую карьеру еще ребенком в 1949 году в радиодраматическом и летнем театре. Его двоюродные братья Мюррей и Дональд Дэвис руководили командой Straw Hat Players в Онтарио в конце 1940-х - начале 1950-х годов и репетировали в подвале дома Дэвиса. Когда им понадобился мальчик, они дали Уильяму первую профессиональную актерскую работу. Впоследствии он стал мальчиком-актером на радио Канадской радиовещательной корпорации (CBC), прежде чем у него сломался голос.  В 1955 году он поступил в Университет Торонто для изучения философии, но активно продолжил актерскую карьеру, как и его друг Дональд Сазерленд . В 1959 году он окончил Университет Торонто со степенью бакалавра философии. Во время учебы в университете он переключил свое внимание с актерского мастерства на режиссуру и вместе со своим партнером Карлом Джаффари в течение четырех лет руководил «Игроками Соломенной Шляпы».

## Карьера
В 1960 году Дэвис отправился в Англию для обучения в Лондонской академии музыки и драматического искусства . Следующие пять лет он проработал в Великобритании, руководя репертуарными театрами и актерскими школами. Он был художественным руководителем Репертуарного театра Данди .  Его последней должностью в Великобритании была должность помощника режиссера в Национальном театре Великобритании  под руководством Лоуренса Оливье, где он работал с Альбертом Финни , Мэгги Смит , Дереком Джейкоби и Рональдом Пикапом среди других.  Он вернулся в Канаду в 1965 году, чтобы работать в Национальной театральной школе Канады , и вскоре, в возрасте 28 лет, был назначен художественным руководителем английской актерской секции.  В этот период он также работал внештатным режиссером в крупных канадских театрах. В 1971 году он присоединился к недавно созданному драматическому факультету Бишопс-университета в Ленноксвиле, Квебек. Там он стал художественным руководителем-основателем Фестиваля Ленноксвилл, профессионального летнего театра, который работал в течение следующего десятилетия.
Вернувшись в Торонто в конце семидесятых, Дэвис провёл несколько лет в качестве режиссёра радиопостановок и на факультете Хамбер-колледжа . Востребованный в этот период как преподаватель актерского мастерства, он возобновил актерское мастерство после почти 20-летнего отсутствия. Он заработал ряд ролей на сцене и в кино, прежде чем принял должность художественного руководителя актерской школы Ванкувера Playhouse, что потребовало переезда с женой и семьей. Дэвис пишет в своих мемуарах: «Осенью 1985 года мы прицепили подержанную лодку к подержанной машине и поехали через всю страну».
Хотя его пребывание в Ванкуверском театре было недолгим, он остался в Ванкувере , где основал свою собственную актерскую школу, Центр изучения актеров Уильяма Дэвиса ,  тренировочную площадку для нескольких будущих звезд, включая новозеландскую актрису Люси Лоулесс .  Актерские роли стали более частыми, что привело к его культовой роли Курильщика (также называемого «Человеком-Раком») в популярном сериале «Секретные материалы» , где он часто появлялся в течение следующих девяти лет. Дэвис также сыграл широкий спектр ролей в других сериалах, включая «Звездные врата SG-1» и «Смоллвиль» , а также участвовал во множестве телевизионных фильмов и других проектов. Время от времени он посещает фан-конвенции, раздает автографы и копии своих мемуаров.
В последние годы Дэвис вернулся к режиссуре театра и кино. Он написал и снял три короткометражных фильма, а также стал соавтором сценария и режиссером нескольких эпизодов телесериала для CBC Television , 49th & Main . В 2011 году он поставил две пьесы для «Юнайтед игроков Ванкувера»: «Отходы » Харли Грэнвилла Баркера и «Сенная лихорадка» Ноэля Кауарда .  Совсем недавно он снял «Привычку к искусству» (2013) Алана Беннета , «Шерлок Холмс и случай с лилией из Джерси» (2015) Кэти Форджетт и «Человек на все времена» Роберта Болта . в Центре искусств Иерихона в Ванкувере, Британская Колумбия .
В этот период он также появился в 10 эпизодах канадского популярного шоу « Континуум» в роли старшего Алека Сэдлера на Showcase . Совсем недавно он повторил свою культовую роль в «Секретных материалах» в шестисерийном 10-м сезоне

## Личная жизнь
Несмотря на то, что он получил известность благодаря своему курящему персонажу, сам Дэвис бросил курить ещё в 1970-х годах. Когда начались «Секретные материалы», ему был предоставлен выбор между сигаретами с травами и табачными сигаретами. Сначала он предпочитал употреблять табак, но перешел на травы, потому что боялся снова стать к ним зависимым. Он использовал свою известность на шоу, чтобы помочь Канадскому онкологическому обществу в его программах по борьбе с курением. В 2014 году он пожертвовал свои инвестиции в поддержку ископаемого топлива Фонду Дэвида Судзуки, стремясь как этически инвестировать, так и помочь финансировать работу по борьбе с изменением климата. Он является страстным сторонником действий в ответ на изменение климата, считая это важнейшей проблемой нашего времени и часто высказываясь на эту тему. Принимая меры на личном уровне, он водит Tesla, работающую на гидроэлектроэнергии.
Он также является бывшим чемпионом страны по водным лыжам и какое-то время удерживал рекорды в старших возрастных категориях. В разговоре с Бренданом Бейзером он сказал, что является рекордсменом по трюкам в своей возрастной категории, добавив: «Я удерживал рекорд в слаломе до прошлого года, пока какой-то 65-летний молодой спортсмен из Онтарио не отобрал у меня рекорд».
В 2011 году Дэвис женился на Эммануэль Эрпен.  У него есть две дочери, Мелинда и Ребекка, от предыдущего брака, и двое внуков.

## Скептицизм
Во время работы над «Секретными материалами» фанаты сериала постоянно критиковали Дэвиса за его неверие в паранормальные явления и инопланетян.  Дэвис благодарит Барри Бейерштейна и Комитет по скептическим расследованиям (CSI) за то, что они представили его сообществу скептиков. Дэвис стал все более активно участвовать в скептическом движении и начал читать лекции в качестве представителя скептиков в университетах Северной Америки и на съездах скептиков, включая CSICon CSI в Новом Орлеане.
Когда его спросили о его вере в паранормальные явления на Лондонском киноконцерте и Comic Con в 2010 году, Дэвис ответил: «На вас лежит ответственность доказать экстраординарное... Я провел много исследований и увидел, где не хватает многих аргументов. ."
В интервью Джейкобу Фортину о вине за то, что он был скептиком, но участвовал в шоу, против которого выступал Ричард Докинз , Дэвис ответил, что сначала он испытывал некоторое беспокойство, пока не понял, что Докинз «не имел никаких доказательств и не представил их», что шоу побуждало людей думать некритически. «Шоу художественное… это не документальный фильм». В другом интервью Джастину Троттье из Центра расследований Канады Дэвис ответил аналогичным образом, добавив, что, судя по его собственным неофициальным опросам аудитории фанатов «Секретных материалов» , не существует большей веры в паранормальные явления, чем нормальное население, и он утешал себя тем, что эта мысль.
Отвечая на вопрос о дебатах, которые Дэвис модерировал с сторонником похищения инопланетянами Джоном Э. Маком , Дэвис сказал, что многие люди ожидали, что он поддержит Мака, но они обнаружили, что он был «на другой стороне». Дэвис рассказал, что у него были отличные дискуссии с Маком; «Он был гениален… он ошибался, но он был очень хорош… Одна из проблем человеческого интеллекта заключается в том, что мы так хорошо защищаем идеи, к которым пришли иррационально».
В 2002 году Дэвис озвучил документальный сериал канала Discovery Science Channel «Критический взгляд» . В сериале, созданном совместно с журналом Skeptical Inquirer , рассматриваются псевдонаучные и паранормальные явления.

## Фильмография

### Фильм
| Год                   | Заголовок                                   | Роль                          | Примечания                   |
| --------------------- | ------------------------------------------- | ----------------------------- | ---------------------------- |
| 1983 год              | Мертвая зона                                | Водитель скорой помощи        |                              |
| 1985 год              | Головной офис                               | декан университета            |                              |
| 1989 год              | За пределами звезд                          | Хэл Саймон                    |                              |
| 1989 год              | Кто бы говорил                              | Доктор Наркологии             |                              |
| 1991 год              | Наемный убийца                              | доктор Аткинс                 |                              |
| 1995 год              | Опасные намерения                           | Лидер группы                  |                              |
| 1996 год              | Незабываемый                                | доктор Смут                   |                              |
| 1998 год              | Секретные материалы                         | Курильщик                     |                              |
| 1998 год              | Последний цадик                             | г-н Дразиен                   | Короткий фильм               |
| 2000 г.               | Исполнители преступления                    | Хендерсон                     |                              |
| 2001 г.               | Предложение                                 | Агент Фрэнк Грюнинг           |                              |
| 2001 г.               | Из линии                                    | Рассел                        |                              |
| 2001 г.               | Мозговой штурм                              | Приход                        |                              |
| 2001 г.               | Джей и Молчаливый Боб наносят ответный удар | Курильщик                     | В титрах не указан           |
| 2001 г.               | Андракс                                     | Тай Ворона                    |                              |
| 2002 г.               | Полированный                                | Филипп                        | Короткий фильм               |
| 2002 г.               | Последствия                                 | Заместитель директора Эдвардс |                              |
| 2002 г.               | Тело и душа                                 | Доктор Эдвард А. Эссефф       |                              |
| 2003 г.               | Сломанные Святые                            | Бенджамин Палмер              |                              |
| 2003 г.               | Беседка Витэ                                | Старая душа                   | Короткий фильм               |
| 2004 г.               | Змееголовый ужас                            | Док Дженкинс                  |                              |
| 2004 г.               | Лион Кинг                                   | Министр финансов              | Короткий фильм               |
| 2004 г.               | Упаковки                                    | Дженкинс                      | Короткий фильм               |
| 2005 г.               | Стоимость жизни                             | Марк Мортинсон                | Короткий фильм               |
| 2005 г.               | Последний раунд                             | Митчелл                       |                              |
| 2005 г.               | Макс Правила                                | Рик Бринкли                   |                              |
| 2006 г.               | Дворники                                    | Харви                         | Короткий фильм               |
| 2006 г.               | Сестры                                      | доктор Брайант                |                              |
| 2007 год              | Посланники                                  | Колби Прайс                   |                              |
| 2007 год              | Онемевший                                   | Питер Милбанк                 |                              |
| 2008 год              | Роковая женщина                             | Сэм                           | Видео короткометражный фильм |
| 2008 год              | Рассол                                      | Мак                           | Короткий фильм               |
| 2008 год              | Пассажиры                                   | Джек                          |                              |
| 2008 год              | Обеспечить регресс                          | Крис                          | Короткий фильм               |
| 2009 год              | Владение                                    | доктор Крин                   |                              |
| 2009 год              | Ярлык                                       | Бенджамин Хартли              |                              |
| 2009 год              | Оттепель                                    | Тед                           |                              |
| 2009 год              | Повреждать                                  | Вельц                         |                              |
| 2010 год              | Блоб                                        | Босс                          | Короткий фильм               |
| 2010 год              | Цветы для Нормы                             | Пожилой джентльмен № 2        | Короткий фильм               |
| 2010 год              | Амазонский водопад                          | Кальвин                       |                              |
| 2011 год              | Гусь на свободе                             | Альфонс Дэвид                 |                              |
| 2011 год              | Восстание проклятых                         | Врач                          |                              |
| 2012 год              | Высокий мужчина                             | Шериф Честнат                 |                              |
| 2012 год              | Пакет                                       | доктор Вильгельм              |                              |
| 2013                  | Принцип сингулярности                       | Лоуренс Кейсон                |                              |
| 2014 год              | Фокус                                       | г-н Грант                     |                              |
| 2016 год              | Остаток                                     | Ламонт                        |                              |
| 2016 год              | Похитить                                    | Зейн                          |                              |
| 2016 год              | 2BR02B: Быть или не быть                    | дедушка                       | Короткий фильм               |
| 2017 год              | Смертная записка                            | Радиоведущий                  |                              |
| 2018 год              | Игра окончена, чувак!                       | Рэй Секьюрити                 |                              |
| 2018 год              | Плохие времена в Эль Рояле                  | Судья Гордон Хоффман          |                              |
| 2019 год              | Фил                                         | Отец Грант                    |                              |
| 2019 год              | Тень Кристалла                              | Зейн Макалистер               |                              |
| будет объявлено позже | Злодей                                      | Ламонт                        | По слухам                    |

### Телевизионные фильмы
| Год      | Заголовок                      | Роль                        | Примечания         |
| -------- | ------------------------------ | --------------------------- | ------------------ |
| 1985 год | Кукушка                        | Тед                         |                    |
| 1987 год | Смертельный обман              | Адвокат                     |                    |
| 1987 год | Поклялся молчать               | Питер Массио                |                    |
| 1987 год | Маленькая девочка со спичками  | Доктор Сэм Истон            |                    |
| 1989 год | Утренник                       | Хит Харрис                  |                    |
| 1990 год | Все, чтобы выжить              | доктор Рейнольдс            |                    |
| 1990 год | Это                            | г-н Гедро                   |                    |
| 1991 год | Омен IV: Пробуждение           | Адвокат                     | В титрах не указан |
| 1992 год | Диагноз Убийство               | Марвин Паркинс              |                    |
| 1994 г.  | Сердце ребёнка                 | Верн                        |                    |
| 1994 г.  | Вне подозрений                 | Капитан Дик Рот             |                    |
| 1994 г.  | Не разговаривай с незнакомцами | Хаддлстон                   |                    |
| 1995 год | Не наш сын                     | Шеф полиции                 | В титрах не указан |
| 1995 год | Обстоятельства неизвестны      | Джин Ройшель                |                    |
| 1995 год | Обращение к правосудию         | доктор Александр            |                    |
| 1996 год | Лимбическая область            | Учитель                     |                    |
| 1998 год | Путешествие Террора            | Доктор Норман Эллиси        |                    |
| 1999 год | Убийство наиболее вероятно     | Детектив-инспектор          |                    |
| 2000 г.  | Убивающая Луна                 | Эд                          |                    |
| 2000 г.  | Стать Диком                    | доктор Хардвин              |                    |
| 2002 г.  | Уход за поврежденными          | Доктор Сэм Вербуш           |                    |
| 2002 г.  | Святой грешник                 | Отец Михаил                 |                    |
| 2002 г.  | 100 дней в джунглях            | —                           |                    |
| 2003 г.  | Почетное слово                 | Льюис Каплан                |                    |
| 2004 г.  | Колыбель упадет                | Расст. Атти. Алекс Майерсон |                    |
| 2005 г.  | Темные сосны                   | Шеннон Фрейзер              |                    |
| 2006 г.  | Темная буря                    | Генерал Киллион             |                    |
| 2006 г.  | Её фатальный недостаток        | Ричард О'Брайен             |                    |
| 2006 г.  | Тайна скрытого переулка        | Судья Ландерс               |                    |
| 2007 год | Судебная неосмотрительность    | Сенатор Гарланд Вульф       |                    |
| 2009 год | Приходит что-то злое           | мистер Даттон               |                    |
| 2009 год | Паутина желаний                | Доктор Чарльз Фридман       |                    |
| 2010 год | Medium Raw: Ночь Волка         | доктор Роберт Паркер        |                    |
| 2011 год | Бегемот                        | Уильям Уолш                 |                    |
| 2013     | Стонадос                       | Бен                         |                    |

### Телесериал
| Год           | Заголовок                          | Роль                              | Примечания                             |
| ------------- | ---------------------------------- | --------------------------------- | -------------------------------------- |
| 1984 г.       | Канал СКТВ                         | Мужчина по телефону               | Эпизод: «Парад полоумцев спасают мир»  |
| 1986 год      | Бичкомберс                         | Дэйв Дуглас                       | Эпизод: «Пробный воздушный шар»        |
| 1987 год      | Дэнджер Бэй                        | Норрис                            | Эпизод: «Дай пять»                     |
| 1987 год      | Воздушный волк                     | Представитель компании "Компания" | 4 серии                                |
| 1987 год      | 21 Jump Street                     | г-н Видлин                        | Эпизод: «Злые улицы и пастельные дома» |
| 1988 год      | Капитан Пауэр и солдаты будущего   | Арвин                             | Эпизод: «Суд»                          |
| 1988 год      | Дэнджер Бэй                        | Джек Кейн                         | Эпизод: «Гонки против времени»         |
| 1988 год      | 21 Jump Street                     | г-н Викентон                      | Эпизод: «Шампанское Хай»               |
| 1988 год      | Мудрый парень                      | Курант                            | Эпизод: «Торговец смертью»             |
| 1989 год      | Мудрый парень                      | Инспектор №2                      | Эпизод: «Люди делают это все время»    |
| 1991 год      | 21 Jump Street                     | Судья Харрисон                    | Эпизод: «Перекрестный огонь»           |
| 1991 год      | МакГайвер                          | Судить                            | Эпизод: «След слез»                    |
| 1991 год      | Коммиш                             | Дон Чесли                         | 2 серии                                |
| 1992 год      | Уличное правосудие                 | плохо                             | Эпизод: «Возвращение домой»            |
| 1992 год      | Кошмарное кафе                     | Врач                              | Эпизод: «Святилище для ребенка»        |
| 1993 год      | к северу от 60                     | Инспектор Нельсон                 | Эпизод: «Совершенно неожиданно»        |
| 1993–2018 гг. | Секретные материалы                | Курильщик                         | 43 серии                               |
| 1995 год      | Слайдеры                           | Проф. Майман                      | Эпизод: «Яичные головы»                |
| 1995 год      | Внешние пределы                    | Эд                                | Эпизод: «Обращение»                    |
| 1996 год      | Полтергейст: Наследие              | Доктор Билл Найджел               | Эпизод: «Не уходи осторожно»           |
| 1996 год      | Внешние пределы                    | Джон Ваймер                       | Эпизод: « Вне тела »                   |
| 1999 год      | Наставники                         | Сэр Артур Конан Дойл              | Эпизод: «Истина здесь»                 |
| 2000 г.       | Боящийся разум                     | Мишель Кофакс                     | Эпизод: «Джентльмены звонящие»         |
| 2001 г.       | Первая волна                       | Сагон                             | Эпизод: «Мат»                          |
| 2001 г.       | Внешние пределы                    | Доктор Бимлер                     | Эпизод: «Миры внутри»                  |
| 2001 г.       | Мифквест                           | Главный священник                 | Эпизод: «Оракул»                       |
| 2001 г.       | Андромеда                          | Профессор Логич                   | Эпизод: «Безжалостный, как солнце»     |
| 2003 г.       | Смоллвиль                          | Мэр Уильям «Билли» Тейт           | 2 серии                                |
| 2004 г.       | Королевская больница               | Дин Суинтон                       | Эпизод: «Молодые и безголовые»         |
| 2004 г.       | Тайны Мердока                      | Олдермен Годфри Шепкот            | Эпизод: «Ожидайте смерти»              |
| 2005 г.       | Наклон                             | Отец Майк                         | Эпизод: «Никто никогда не слушает»     |
| 2005 г.       | Робсон Армс                        | Доктор Карлайл Уэйнрайт           | 10 серий                               |
| 2005–2006 гг. | Звездные врата SG-1                | Ори Приор Дамарис                 | 2 серии                                |
| 2006 г.       | Сверхъестественное                 | Профессор колледжа                | Эпизод: «Пугало»                       |
| 2006 г.       | Канадские комедийные шорты         | Министр финансов                  | Эпизод: «Эпизод № 10.9»                |
| 2007 год      | Магистр научной фантастики         | Президент                         | Эпизод: «Пробуждение»                  |
| 2008 год      | Страх сам по-себе                  | Отец Крис                         | Эпизод: « В болезни и здравии »        |
| 2009 год      | Каприка                            | Министр Чемберс                   | Эпизод: «Пилот»                        |
| 2010 год      | Человеческая цель                  | Уайти Дойл                        | Эпизод: «Беги»                         |
| 2012–2015 гг. | Континуум                          | Пожилой Алек Сэдлер               | 10 серий                               |
| 2013          | Призрачный час: сериал             | Пламберг                          | Эпизод: «Плохое яйцо»                  |
| 2019 год      | Леденящие душу приключения Сабрины | Мафусаил                          | 2 серии                                |
| 2020, 2022    | Загрузка                           | Дэвид Чок                         | 10 серий                               |
| 2020 год      | 50 состояний страха                | Откровенный                       | телекороткометражка                    |
| 2022 год      | Полуночный клуб                    | Зеркальный человек                |                                        |